# Trường Trung học phổ thông Lê Viết Thuật (Nghệ An)
Trường THPT Lê Viết Thuật - Tp Vinh tiền thân là trường Cấp ba Vinh III - một phân hiệu được tách ra từ trường Cấp 3 Vinh, được thành lập năm 1976.

## Lịch sử
Năm 1976, đáp ứng yêu cầu dạy và học , UBND tỉnh Nghệ An đã ra quyết định thành lập Trường cấp III Vinh 2 (đến năm 1979 đổi thành Trường cấp III Vinh 3), tiền thân của Trường THPT Lê Viết Thuật. Tuy nhiên, vì những khó khăn nhất định, đến tháng 11/1977, trường mới đi vào hoạt động với 14 lớp với 630 học sinh. 
Năm học 2004 - 2005, Chủ tịch nước đã trao tặng Huân chương Lao động hạng Ba cho nhà trường. Tiếp đó, đến năm 2012, nhà trường tiếp tục được Chủ tịch nước trao tặng Huân chương Lao động hạng Nhì. 

## Cơ sở vật chất - Hệ thống lớp học
Năm học 2018-2019, Trường THPT Lê Viết Thuật có khoảng gần 1800 học sinh thuộc 3 khối 10, 11 và 12. Hệ thống lớp học của trường THPT Lê Viết Thuật gồm có 45 lớp (Khối 10: 15 lớp, khối 11: 15 lớp; khối 12: 15 lớp).

## Thành tích
- Huân chương Lao Động hạng nhất (năm 2017)[2]
- Đơn vị văn hoá tiêu biểu cấp toàn quốc (Năm 2012)
- Huân chương Lao Động hạng nhì (năm 2012)
- Trường chuẩn quốc gia (Năm 2009)